# Reductobates brassi
Reductobates brassi är en kvalsterart som beskrevs av Balogh 1970. Reductobates brassi ingår i släktet Reductobates och familjen Liebstadiidae. Inga underarter finns listade i Catalogue of Life.